# Palazzo Agostino De Franchi
Il palazzo Agostino De Franchi, o palazzo Giustiniani De Franchi, è un edificio storico italiano, collocato in piazza della Posta Vecchia 3, nel centro storico di Genova. È uno dei Palazzi dei Rolli designati, al tempo della Repubblica di Genova, a ospitare gli ospiti di alto rango per conto del governo, durante le visite di stato.

## Storia e descrizione
Sull'incerta vicenda lottizzativa dell'isolato esiste un'ipotesi che la genealogia proprietaria sembrerebbe confermare, in attesa di un rilievo totale con cui ripartire il palazzo in esame da quello (adiacente) di Agostino De Franchi (Vico Vignoso).
Edificato nel 1565 su progetto di Bernardino Cantone, e forse con la collaborazione di Giovan Battista Castello, le fonti attestano che a partire dal 1588 il palazzo, con porta sulla piazza, appartenne a Stefano Giustiniani quondam Paolo, cioè alla famiglia che lo terrà fino al 1744, al tempo dell'accorpamento con il palazzo contiguo e delle prime sopraelevazioni. In seguito passerà agli Imperiale Lercari e per eredità a Cristoforo Lercari nel 1798.
L'edificio attuale si presenta con un solo corpo, a bucature esterne uniformi all'esterno di totale corrispondenza con l'isolato intero. Nel salone del primo piano nobile vi sono affreschi, ammalorati, di Luca Cambiaso con Storie di Enea e Didone.
Nel 2017 il palazzo è stato sottoposto a un'ampia opera di restauro conservativo e recupero delle facciate.
Nel palazzo ha la sua sede la storica associazione culturale genovese A Compagna.

## Galleria d'immagini

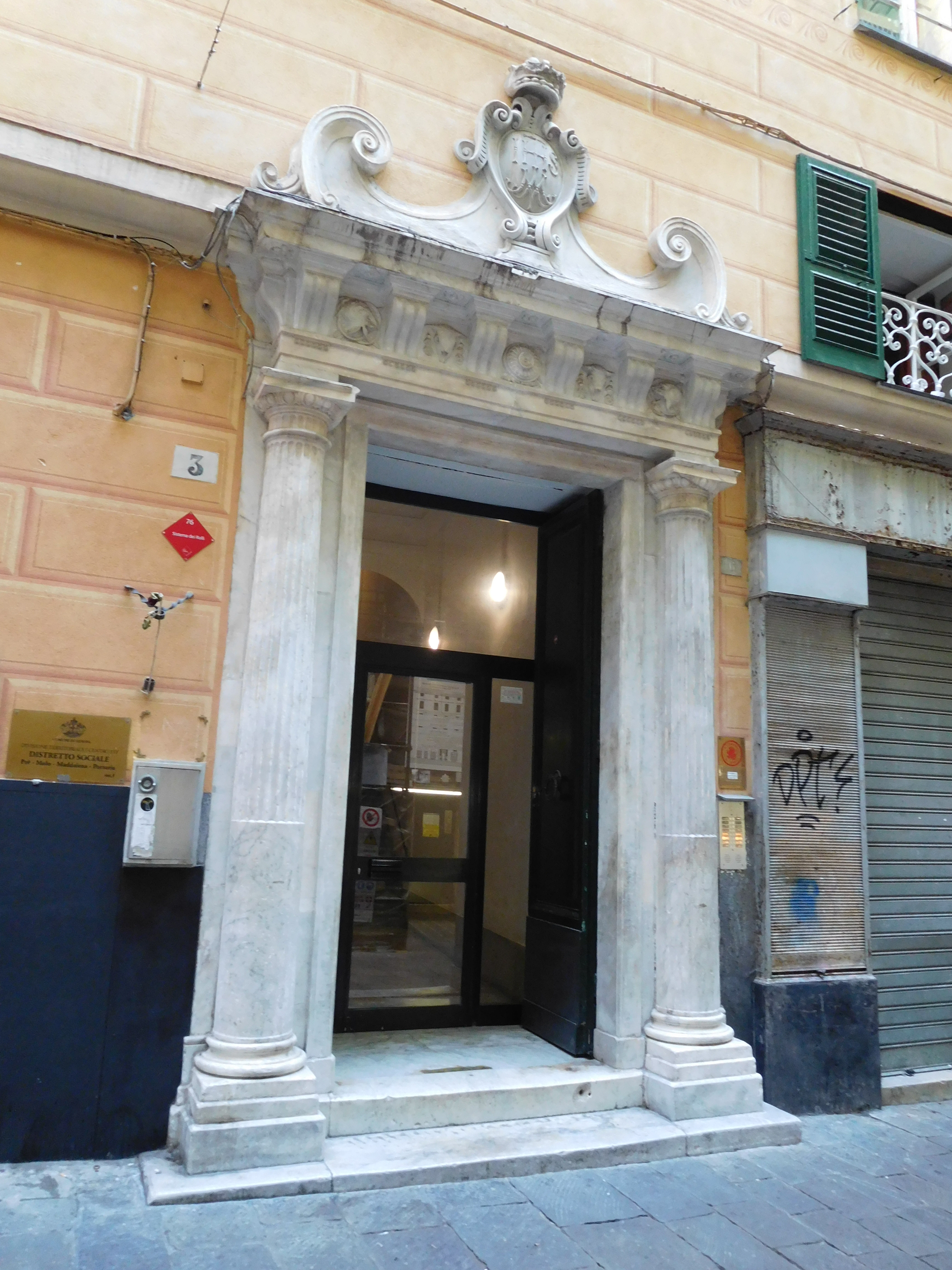
Il portale d'ingresso con semicolonne e scudo familiare decorato con festoni